# Jack Bell
Pour les articles homonymes, voir Bell.
John « Jack » Bell (né le 6 octobre 1868 et mort le 12 avril 1956) est un joueur de football et entraineur écossais. Il a joué dans différents clubs écossais (Dumbarton et Celtic) et anglais (Everton et Preston North End) avant de devenir entraineur au Preston North End.
Il a été deux fois meilleur buteur du championnat écossais en 1890-91 et 1891-92, avec respectivement 20 et 23 buts.
Jack Bell a été international écossais. Il a joué 10 matchs internationaux entre 1890 et 1900.
En 1898, lors de son passage au club d’Everton, Jack Bell a joué une part prépondérante dans la création du syndicat des joueurs professionnels. Il en a été plus tard un des présidents.

## Palmarès
Dumbarton
- Champion du Championnat d'Écosse de football (2) :
  - 1891 & 1892.
- Meilleur buteur du Championnat d'Écosse de football (2) :
  - 1891 : 20 buts & 1892 : 23 buts.
- Finaliste de la Scottish Cup (1) :
  - 1891.

Celtic
- Vice-champion du Championnat d'Écosse de football (1) :
  - 1900.
- Vainqueur de la Scottish Cup (2) :
  - 1899 & 1900.

Everton
- Vice-champion du Championnat d'Angleterre de football (2) :
  - 1895 & 1902.
- Finaliste de la FA Cup (1) :
  - 1897.

Preston North End
- Vice-champion du Championnat d'Angleterre de football (1) :
  - 1906.